# Маковка (Киевская область)
Ма́ковка (укр. Маківка) — село, входит в Ракитнянский район Киевской области Украины.
Население по переписи 2001 года составляло 395 человек. Почтовый индекс — 09621. Телефонный код — 4562. Занимает площадь 20 км². Код КОАТУУ — 3223783001.

## Местный совет
09621, Київська обл., Рокитнянський р-н, с. Маківка